# Black Spurs
Black Spurs (br.: O pistoleiro das esporas negras / pt.: Esporas Negras) é um filme de faroeste estadunidense de 1965, dirigido por R. G. Springsteen para a Paramount Pictures. Foi o último filme de Linda Darnell que morreu poucos meses antes do lançamento. 

## Sinopse
Em 1885, Santee se torna caçador de recompensas para conseguir dinheiro e se casar com Anna. Ele vai atrás de "El Pescadore", bandido mexicano conhecido por usar esporas negras. Depois de meses de perseguição, Santee o vence num duelo e pega as esporas para si. Quando retorna ele se decepciona ao saber que Anna havia se casado com o xerife local. O pistoleiro resolve continuar na carreira de caçador de recompensas e se associa ao barão de gado Kyle, num esquema para arruinar a cidade que mora Anna e fazer com que a ferrovia mude o traçado e passe pelas terras do milionário. Santee chama alguns conhecidos para montarem um cassino e trazerem prostitutas, atraindo arruaceiros que causam desordem e ferem o xerife. As coisas vão saindo de controle até que Santee muda da ideia e resolve romper o acordo com Kyle e "limpar a cidade", se tornando o novo xerife.

## Elenco
- Rory Calhoun...Santee
- Linda Darnell...Sadie
- Terry Moore...Anna Elkins
- Scott Brady...Reverendo Tanner
- Lon Chaney Jr....Gus Kile
- Richard Arlen...Pete Muchin
- Bruce Cabot...Bill Henderson
- Patricia Owens...Clare Grubbs
- James Best...Xerife Ralph Elkins
- Jerome Courtland...Sam Grubbs
- DeForest Kelley...Xerife Dal Nemo
- Joseph Hoover...Swifty
- James Brown...Xerife
- Robert Carricart...El Pescadore
- Barbara Wilkin...Madame Rourke
- Jeanne Baird...Madame Greta Nemo
- Read Morgan...Ferreiro
- Chuck Roberson...Prisioneiro Norton
- Manuel Padilla...Manuel Reese (creditado como Manuel Padilla Jr)